# Lijst van voetbalinterlands Nederland - Peru (mannen)
Deze lijst van voetbalinterlands is een overzicht van alle officiële voetbalwedstrijden tussen de nationale teams van Nederland en Peru. De landen hebben tot op heden vier keer tegen elkaar gespeeld. De eerste ontmoeting, een vriendschappelijke wedstrijd, was op 3 mei 1972 in Rotterdam. Het laatste duel, eveneens een vriendschappelijke wedstrijd, werd gespeeld op 6 september 2018 in Amsterdam.

## Wedstrijden
| № | № Int NED | Plaats    | Datum            | Competitie        | Wedstrijd        | Uitslag |
| - | --------- | --------- | ---------------- | ----------------- | ---------------- | ------- |
| 1 | 321       | Rotterdam | 3 mei 1972       | Vriendschappelijk | Nederland − Peru | 3 − 0   |
| 2 | 369       | Mendoza   | 7 juni 1978      | WK 1978           | Nederland − Peru | 0 − 0   |
| 3 | 554       | Eindhoven | 10 oktober 1998  | Vriendschappelijk | Nederland − Peru | 2 − 0   |
| 4 | 793       | Amsterdam | 6 september 2018 | Vriendschappelijk | Nederland − Peru | 2 − 1   |

## Samenvatting
| Competitie        | Totaal gespeeld | Winst Nederland | Gelijk | Winst Peru | Doelsaldo Nederland – Peru |
| ----------------- | --------------- | --------------- | ------ | ---------- | -------------------------- |
| WK-eindronde      | 1               | 0               | 1      | 0          | 0 − 0                      |
| Vriendschappelijk | 3               | 3               | 0      | 0          | 7 − 1                      |
| Totaal            | 4               | 3               | 1      | 0          | 7 − 1                      |

Wedstrijden bepaald door strafschoppen worden, in lijn met de FIFA, als een gelijkspel gerekend.

## Details

### Eerste ontmoeting
| Vriendschappelijk (Rotterdam, Nederland, 3 mei 1972):                                                                                                   |              | |
| Nederland | 3 – 0        | Peru |
| Jan Klijnjan 20' (pen.) Willem van Hanegem 32' Dick Schneider 83' (pen.)                                                                                | goals        | |
| František Fadrhonc | bondscoach   | Lajos Baróti |
| Jan van Beveren Dick Schneider Rinus Israël Barry Hulshoff Ruud Krol Wim Jansen Jan Klijnjan Willem van Hanegem Henk Wery Johan Cruijff Piet Keizer 68' | opstellingen | Ángel Uribe Rubén Diaz Héctor Chumpitaz José Velasquez Rodolfo Manzo Ramón Miflin Roberto Drago Alfredo Quesada Hugo Sotil Teófilo Cubillas Juan José Muñante |
| Gerrie Mühren 68' | wissels      | |
| - Debuut van Dick Schneider (Feyenoord) voor Nederland.                                                                                                 |              | |

### Tweede ontmoeting
| WK 1978 (Mendoza, Argentinië, 7 juni 1978): |              | |
| Nederland | 0 – 0        | Peru |
| | goals        | |
| Ernst Happel | bondscoach   | Marcos Medrano |
| Jan Jongbloed Wim Suurbier Ruud Krol Jan Poortvliet Wim Rijsbergen Willy van de Kerkhof Johan Neeskens 68' Wim Jansen Arie Haan René van de Kerkhof 46' Rob Rensenbrink | opstellingen | Ramon Quiroga Jaime Duarte Rodolfo Manzo Héctor Chumpitaz Toribio Diaz José Velasquez César Cueto Teofilo Cubillas Juan Carlos Oblitas Juan Muñante 62' Guillermo La Rosa |
| Johnny Rep 46' Dick Nanninga 68' | wissels      | 62' Hugo Sotil |
| René van de Kerkhof 25' | gele kaarten | 1' Juan Muñante |

### Derde ontmoeting
| Vriendschappelijk (Eindhoven, Nederland, 10 oktober 1998): |              | |
| Nederland | 2 – 0        | Peru |
| Jaap Stam 57' Peter van Vossen 76' | goals        | |
| Frank Rijkaard | bondscoach   | Juan Carlos Oblitas |
| Edwin van der Sar Michael Reiziger Jaap Stam Frank de Boer Phillip Cocu Jeffrey Talan Ronald de Boer 71' Edgar Davids Marc Overmars 68' Dennis Bergkamp Patrick Kluivert | opstellingen | Oscar Ibañez Jorge Soto Santiago Salazar Juan Reynoso Nolberto Solano José Pereda Roberto Palacios 58' Carlos Flores Juan Jayo Flavio Maestri 77' Gregorio Bernales |
| Peter van Vossen 68' Clarence Seedorf 71' | wissels      | 58' Jorge Huamán 77' Paul Cominges |
| Ronald de Boer 8' | gele kaarten | |
| - Eerste interland Nederland onder leiding van bondscoach Frank Rijkaard. - Debuut van Jeffrey Talan (sc Heerenveen) voor Nederland.                                     |              | |

### Vierde ontmoeting
| Vriendschappelijk (Amsterdam, Nederland, 6 september 2018): |              | |
| Nederland | 2 – 1        | Peru |
| Memphis Depay 60' Memphis Depay 83' | goals        | Pedro Aquino Sánchez 13' |
| Ronald Koeman | bondscoach   | Ricardo Gareca |
| Jasper Cillessen Matthijs de Ligt Virgil van Dijk Kenny Tete 72' Daley Blind Georginio Wijnaldum 46' Kevin Strootman 46' Wesley Sneijder 62' Ruud Vormer 85' Memphis Depay Ryan Babel 86' | opstellingen | Pedro Gallese 75' Anderson Santamaría Bardales Christian Ramos 59' Miguel Trauco Luis Advíncula Yoshimar Yotún 79' Pedro Aquino Sánchez Nilson Loyola Christian Cueva 68' André Carrillo Jefferson Farfán |
| Davy Pröpper 46' Quincy Promes 62' Frenkie de Jong 46' Daryl Janmaat 72' Justin Kluivert 85' Tonny Vilhena 86'                                                                            | wissels      | 59' Ray Sandoval Baylón 68' Horacio Calcaterra 75' Luis Abram 89' Wilder Cartagena |
| | gele kaarten | 41' Pedro Gallese 69' Anderson Santamaría Bardales |
| - Afscheidswedstrijd van Wesley Sneijder. - Debuut van Frenkie de Jong (Ajax) voor Nederland.                                                                                             |              | |

KNVB ·
A-internationals ·
Bondscoaches (m) ·
Topscorers ·
Nederlands vrouwenelftal ·
Bondscoaches (v) ·
Nederland B ·
Olympisch elftal ·
Jong Oranje ·
Nederland –20 ·
Nederland –19 ·
Nederland –18 ·
Nederland –17 ·
Nederland –16 ·
Nederland –15 ·
Nederlands amateurelftal ·
Nederlands zaterdagelftal ·
Jong OranjeLeeuwinnen ·
Vrouwen –20 ·
Vrouwen –19 ·
Vrouwen –18 ·
Vrouwen –17 ·
Vrouwen –16 ·
Vrouwen –15 ·
Militair mannenelftal ·
Militair vrouwenelftal ·
Strandteam ·
Vrouwen Strandteam ·
Futsalteam ·
Vrouwen Futsalteam

EK-wedstrijden ·
WK-wedstrijden ·
Resultaten kwalificaties en eindronden ·
Nederland B-wedstrijden ·
Officieuze wedstrijden ·
EK-wedstrijden vrouwen ·
WK-wedstrijden vrouwen ·
Resultaten vrouwen kwalificaties en eindronden
1905 – 1919 ·
1920 – 1929 ·
1930 – 1939 ·
1940 – 1949 ·
1950 – 1959 ·
1960 – 1969 ·
1970 – 1979 ·
1980 – 1989 ·
1990 – 1999 ·
2000 – 2009 ·
2010 – 2019 ·
2020 – 2029
2015 ·
2016 ·
2017 ·
2018 ·
2019 ·
2020 ·
2021 · 
2022
EK's: 1976 · 
1980 · 
1988 · 
1992 · 
1996 · 
2000 · 
2004 · 
2008 · 
2012 · 
2020 · 
2024
WK's: 1934 · 
1938 · 
1974 · 
1978 · 
1990 · 
1994 · 
1998 · 
2006 · 
2010 · 
2014 · 
2022
OS: 1908 ·
1912 ·
1920 ·
1924 ·
1928 ·
1948 ·
1952 ·
2008
Albanië ·
Andorra ·
Argentinië ·
Armenië ·
Australië ·
België ·
Bosnië en Herzegovina ·
Brazilië ·
Bulgarije ·
Canada ·
Chili ·
China ·
Colombia ·
Costa Rica ·
Curaçao ·
Cyprus ·
DDR ·
Denemarken ·
Duitsland ·
Ecuador ·
Egypte ·
Engeland ·
Estland ·
Faeröer ·
Finland ·
Frankrijk ·
GOS · 
Georgië ·
Ghana ·
Gibraltar ·
Griekenland ·
Hongarije ·
Ierland ·
IJsland ·
Indonesië ·
Iran ·
Israël ·
Italië ·
Ivoorkust ·
Japan ·
Joegoslavië ·
Kameroen ·
Kazachstan ·
Kroatië ·
Letland ·
Liechtenstein ·
Luxemburg ·
Malta ·
Marokko ·
Mexico ·
Moldavië ·
Montenegro ·
Nederlandse Antillen ·
Nigeria ·
Noord-Ierland ·
Noord-Macedonië ·
Noorwegen ·
Oekraïne ·
Oostenrijk ·
Paraguay ·
Peru ·
Polen ·
Portugal ·
Qatar ·
Roemenië ·
Rusland ·
Saarland ·
San Marino ·
Saoedi-Arabië ·
Schotland ·
Senegal ·
Servië en Montenegro ·
Slovenië ·
Slowakije ·
Sovjet-Unie ·
Spanje ·
Suriname ·
Thailand ·
Tsjechië ·
Tsjecho-Slowakije ·
Tunesië ·
Turkije ·
Uruguay ·
Verenigd Koninkrijk ·
Verenigde Staten ·
Wales ·
Wit-Rusland ·
Zuid-Afrika ·
Zuid-Korea ·
Zweden ·
Zwitserland
Argentinië (1978) ·
Argentinië (2006) ·
Argentinië (2014) ·
Argentinië (2022) ·
Australië (2014) ·
Brazilië (2014) ·
Chili (2014) · 
Costa Rica (2014) ·
Denemarken (2010) ·
Denemarken (2012) ·
Duitsland (2012) · 
Ecuador (2022) · 
Frankrijk (2008) ·
Italië (2008) ·
Ivoorkust (2006) ·
Japan (2010) ·
Kameroen (2010) ·
Mexico (2014) · 
Noord-Macedonië (2021) · 
Oekraïne (2021) · 
Oostenrijk (2021) · 
Portugal (2006) ·
Portugal (2012) ·
Portugal (2019) ·
Qatar (2022) ·
Roemenië (2008) ·
Rusland (2008) ·
San Marino (2011) ·
Senegal (2022) ·
Servië en Montenegro (2006) ·
Sovjet-Unie (1988) ·
Spanje (2010) ·
Spanje (2014) ·
Tsjechië (2021) · 
Uruguay (2010) ·
Verenigde Staten (2022) · 
West-Duitsland (1974)
FPF · A-internationals · Selecties · Bondscoaches · Statistieken · Peruviaans vrouwenelftal · Olympisch elftal · Peru U21 · Peru U20 · Peru U19 · Peru U18 · Peru U17
1920 – 1929 ·
1930 – 1939 ·
1940 – 1949 ·
1950 – 1959 ·
1960 – 1969 ·
1970 – 1979 ·
1980 – 1989 ·
1990 – 1999 ·
2000 – 2009 ·
2010 – 2019 ·
2020 – 2029
WK 1930 · 
WK 1970 · 
WK 1978 · 
WK 1982 · 
WK 2018
OS 1936 · 
OS 1960
1927 · 
1928 · 
1929 · 
1930 · 
1931 · 1932 · 1933 · 1934 · 
1935 · 
1936 · 
1937 · 
1938 · 
1939 · 
1940 · 
1941 · 
1942 · 
1943 · 1944 · 1945 · 1946 · 
1947 · 
1948 · 
1949 · 
1950 · 1951 · 
1952 · 
1953 · 
1954 · 
1955 · 
1956 · 
1957 · 
1958 · 
1959 · 
1960 · 
1961 · 
1962 · 
1963 · 
1964 · 
1965 · 
1966 · 
1967 · 
1968 · 
1969 · 
1970 · 
1971 · 
1972 · 
1973 · 
1974 · 
1975 · 
1976 · 
1977 · 
1978 · 
1979 · 
1980 · 
1981 · 
1982 · 
1983 · 
1984 · 
1985 · 
1986 · 
1987 · 
1988 · 
1989 · 
1990 · 
1991 · 
1992 · 
1993 · 
1994 · 
1995 · 
1996 · 
1997 · 
1998 · 
1999 · 
2000 · 
2001 · 
2002 · 
2003 · 
2004 · 
2005 · 
2006 · 
2007 · 
2008 · 
2009 · 
2010 · 
2012 · 
2012 · 
2013 · 
2014 · 
2015 · 
2016 · 
2017 · 
2018 · 
2019 · 
2020 · 
2021 ·
2022 ·
2023 ·
2024
Algerije ·
Argentinië ·
Armenië ·
Australië ·
België ·
Bolivia ·
Brazilië ·
Bulgarije ·
Canada ·
Chili ·
China ·
Colombia ·
Costa Rica ·
Denemarken ·
Dominicaanse Republiek ·
Duitsland ·
Ecuador ·
El Salvador ·
Engeland ·
Finland ·
Frankrijk ·
Guatemala ·
Haïti ·
Honduras ·
Hongarije ·
IJsland · 
India ·
Irak ·
Iran ·
Italië ·
Jamaica ·
Japan ·
Joegoslavië ·
Kameroen ·
Kroatië ·
Marokko ·
Mexico ·
Nederland ·
Nicaragua ·
Nieuw-Zeeland ·
Nigeria ·
Oostenrijk ·
Panama ·
Paraguay ·
Polen ·
Qatar ·
Roemenië ·
Saoedi-Arabië ·
Schotland ·
Slowakije ·
Sovjet-Unie ·
Spanje ·
Trinidad en Tobago ·
Tsjechië ·
Tunesië ·
Uruguay ·
Venezuela ·
Verenigde Arabische Emiraten ·
Verenigde Staten ·
Wit-Rusland ·
Zuid-Korea ·
Zweden ·
Zwitserland
Australië (2018) ·
Denemarken (2018) ·
Frankrijk (2018) ·
Italië (1982) · 
Kameroen (1982) · 
Polen (1982)